# Torre Bissara
La torre Bissara (del italiano: Torre Bissara) es una torre cívica ubicada junto a la Basílica Palladiana en la Piazza dei Signori de la ciudad de Vicenza, al noreste de Italia. Con una altura de 82 metros, es uno de los edificios más altos de la ciudad.
Su construcción se inició por encargo de la familia Bissari en el año 1174, y a lo largo de los siglos XIV y XV fue ampliada hasta llegar a la altura actual. Su reloj comenzó a funcionar en 1378, y es obra del arquitecto y escultor Andrea Pisano. Además de mostrar la hora, su mecanismo también indica las distintas fases lunares.

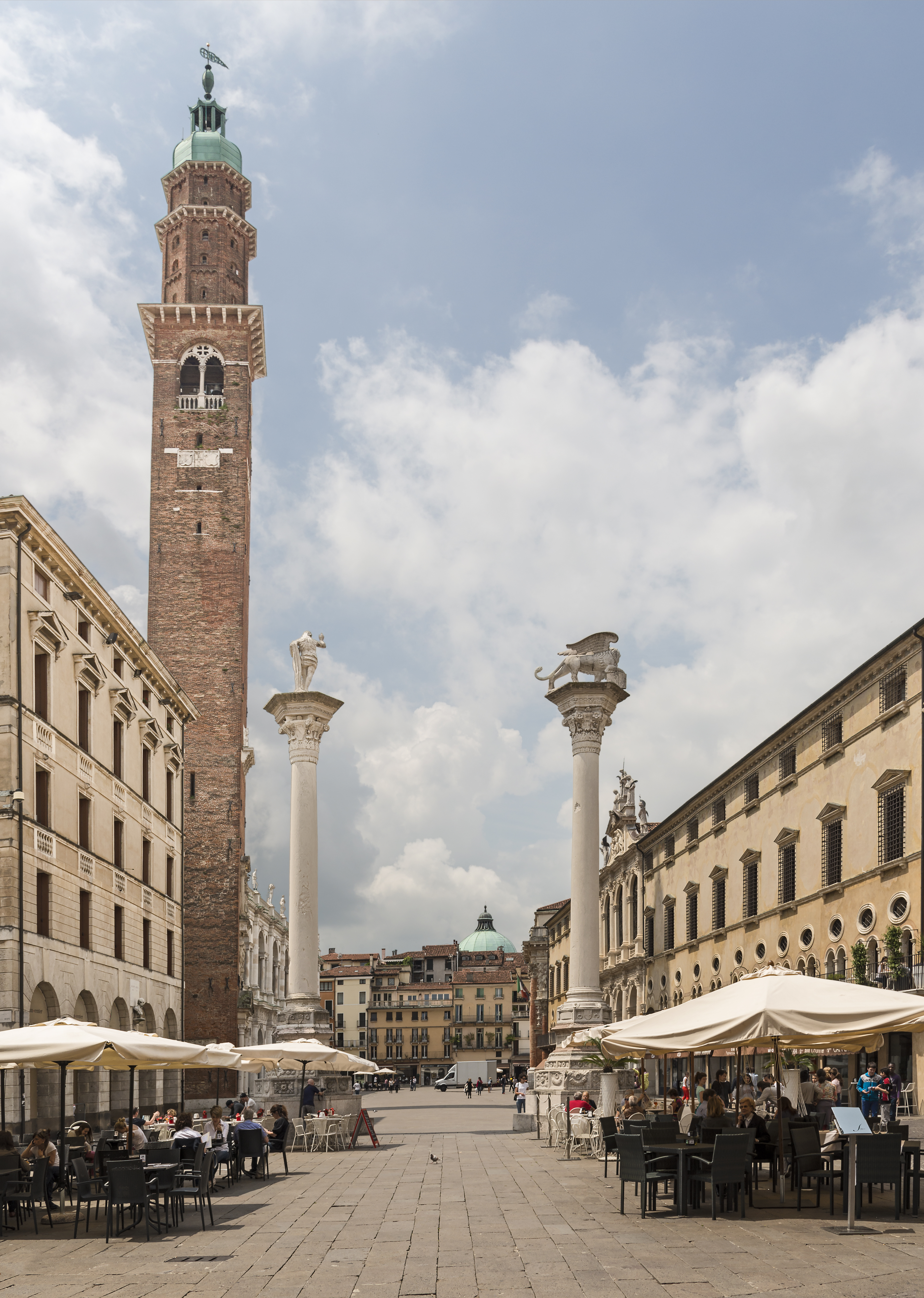
Torre Bissara en la Piazza dei Signori.